# Seiko Epson
Ne doit pas être confondu avec Seiko ou la ville anglaise d'Epsom.
Seiko Epson Corporation (セイコーエプソン株式会社, Seikō Epuson Kabushiki-gaisha, TSE : 6724), ou Epson est une entreprise japonaise d'électronique. Les produits Epson sont conçus pour une large clientèle dans les affaires, les administrations et le grand public.
L'histoire d'Epson commence avec l'horlogerie, en 1942, et  se poursuit avec l'invention de la première montre à quartz du monde.

## Activités industrielles
(décembre 2017).
- Conception, fabrication et commercialisation d'une gamme de matériel informatique :
  - Imprimantes (jet d'encre, multi fonctions, laser et matricielles)
  - Scanners
  - Appareils photos numériques
  - Projecteurs multimédia pour teamLab[2],[3]
  - Lunettes connectées à réalité augmentée

- Conception, développement et commercialisation d'une gamme de produits industriels :
  - Imprimantes Grand Format / Art Graphique
  - Imprimantes à sublimation
  - Imprimante directe sur textile
  - Imprimante techniques dédiées au CAD
  - Presse à étiquette
  - Etiqueteuses professionnelles
  - Scanners de chèque
  - Imprimantes et systèmes Point de vente
  - Afficheurs LCD
  - Oscillateurs et quartz
  - Semi-conducteurs basse consommation et basse tension

### Label
Epson labellise un procédé d'impression de reproductions d'œuvres d'art, la Digigraphie. L'adaptateur d'impression prend en charge l'impression sur les imprimantes suivantes à partir des périphériques suivants.
- EPSON Stylus C80 Palm TM PDAs, Pocket PCs, and laptops
- EPSON Stylus C60 Pocket PCs and laptops
- EPSON Stylus Photo 820 Pocket PCs and laptops
- EPSON Stylus Photo 890 Pocket PCs and laptops
- EPSON Stylus Photo 1280 Pocket PCs and laptops

## Historique
(juillet 2016).
Le site internet officiel présente une courte chronologie de l’entreprise :
- 1942 : Daiwa Kogyo Ltd.  s'établit à Suwa, dans la région de Nagano.
- 1961 : Daiwa Kogyo Ltd devient Suwa Seikosha Co., Ltd.
- 1964 Fournisseur officiel des Jeux olympiques de Tōkyō, Seiko conçoit et développe une imprimante compacte et fiable, l'EP-101 (ja), destinée à compléter les appareils de chronométrage.
- 1968 : Lancement de l'EP-101, la toute première mini-imprimante au monde.
- 1969 Première montre à Quartz (inventée par Seiko).
- 1973 Fabrication de la première montre à quartz au monde dotée d'un écran à cristaux liquides.
- 1975 : La marque Epson est constituée
- 1977 Création du premier ordinateur Epson : l'EX-1.
- 1979 Commercialisation de la première imprimante matricielle Epson, la TX80.
- 1980 Consécration pour Epson : l'ESC/P devient un standard.
- 1982 Apparition du premier notebook au format A4, conçu par Epson, sous système d'exploitation CP/M, le HX-20. Lancement de la première imprimante couleur, la JX-80. Mise sur le marché de la première montre-télé avec un écran à cristaux liquides noir et blanc. Changement du nom de Shinshu Seiki Co., Ltd. pour Epson Corporation.
- 1983 Implantation d'Epson sur le territoire national (France). Les gammes RX et FX renforcent l'offre imprimantes d'Epson. Première imprimante 24 aiguilles, la LQ-1500. Production du premier écran couleur à cristaux liquides au monde.
- 1984 Première imprimante jet d'encre d'Epson, la SQ-2000. Début de la mise sur le marché du RS950, une télévision couleur dotée d'un écran à cristaux liquides.
- 1985 Début de la fabrication d'imprimantes matricielles par Epson Engineering France. Suwa Seikosha Co., Ltd. et Epson Corporation fusionne pour devenir Seiko Epson Corporation.
- 1987 Première imprimante laser Epson, la GQ-3500.
- 1988 Première usine d'imprimantes entièrement robotisée. Début de la fabrication de PC à l'usine de Telford (Royaume-Uni). Les ventes mondiales d'imprimantes atteignent le million d'unités. Première mondiale, Epson lance la TLQ-4800, une imprimante 48 aiguilles.
- 1989 Les ventes de PC hors Japon, incluant les séries HX, atteignent 1 million d'unités. Lancement du premier scanner couleur Epson, le GT-4000. Lancement de la TSQ-4800, première imprimante jet d'encre 48 buses Epson. Lancement du tout premier projecteur avec la technologie 3LCD : le VPJ-700.
- 1991 Nouveau standard de commande des imprimantes : ESC/P2 qui permet de travailler en mode graphique en compression de données. Lancement de l'EPL-4100, première imprimante laser à moins de 10 000 F. Lancement de la première imprimante PostScript à architecture RISC. Arrivée de l'EHT-20, un terminal de saisie à écran tactile sous MS-DOS.
- 1992 Epson annonce MACH, une nouvelle technologie d'impression jet d'encre : la tête d'impression est fixe et permet d'obtenir une réduction substantielle des coûts de consommables.
- 1993 Lancement de la Stylus 800, première imprimante jet d'encre intégrant la technologie MACH. Epson France obtient la certification ISO 9002.
- 1994 Lancement de la Stylus COLOR, première imprimante jet d'encre couleur atteignant une résolution de 720x720 dpi en monochrome et en couleur. Une résolution qui permet de lancer le concept de la qualité photo sur des imprimantes à prix abordables.
- 1995 Lancement d'une gamme jet d'encre couleur destinée aux milieux professionnels : Stylus Pro et Pro XL. Lancement du projecteur multimédia le plus lumineux du marché grâce à sa technologie matrice active développée par Epson.
- 1996 Epson implémente dans sa technologie MACH une nouvelle chimie des encres à séchage ultra-rapide permettant d'obtenir une qualité inégalée sur papier ordinaire. Epson lance sur le marché un appareil photo permettant l'acquisition d'images sous forme numérique : le Photo PC 500. Lancement d'une gamme d'imprimantes laser rapides (12 ppm et 20 ppm) destinées à des utilisations en réseaux.
- 1997 Epson révolutionne le monde du jet d'encre, ses imprimantes jet d'encre atteignent les 1440 dpi ! Epson lance son premier scanner à films : le FilmScan 200 est capable de numériser tant des négatifs couleur ou N&B de type 24 x 36, des diapositives et même, grâce à son option, des films APS. Introduction du Photo Studio : un concept unique basé autour de l'intégration des documents  photographiques et de l'informatique. Il se décline de façon multiples grâce aux nombreuses combinaisons de périphériques d'acquisition et de restitution capables de traiter des documents photographiques.Première solution Epson d'épreuvage numérique couleur la COLOR Proofer 5000. Lancement de la première imprimante laser couleur A3+ et d'une laser 40 ppm. Lancement d'un nouveau projecteur multimédia ultra portable l'EMP-5500.
- 1999 Nouvel axe de développement pour Epson, avec le lancement de la première imprimante grand format STYLUS Pro 9000 (112 cm de laize), destinée aux professionnels des Arts Graphiques. Epson couvre désormais l'ensemble du marché des Arts Graphiques avec une offre qui rassemble : imprimantes jet d'encre et laser couleur, scanners et appareils photo numériques. Lancement des imprimantes multi-fonctions STYLUS SCAN 2000 et STYLUS SCAN 2500.
- 2000 Epson commercialise les premières imprimantes jet d'encre couleur garantissant des tirages photo résistant à la lumière comparables aux procédés argentiques traditionnels (10 ans et plus) : les STYLUS PHOTO 870 / 1270 / 875 DC. Puis une nouvelle technologie à base d'encre pigmentée est implémentée successivement dans des imprimantes jet d'encre moyen format STYLUS PHOTO 2000 P) et grand format (STYLUS PRO 7500 & 9500). Cette nouvelle technologie révolutionne l'impression jet d'encre en apportant une qualité sans compromis et une résistance à la lumière jusqu'à 200 ans. Introduction des projecteurs de classe « super mobile », très lumineux et très mobiles : EMP-500, EMP-700 et EMP-710, annonçant l'entrée d'Epson sur le marché du « hometheater ».
- 2001 Obtention de la certification environnementale ISO 14001 par Epson France ainsi que toutes les filiales européennes d'Epson.
- 2004 Lancement de l'appareil photo Epson R-D1.
- 2011 : Lancement des Moverio BT-100, première génération de lunettes connectées. Lancement en Septembre de sa gamme d'imprimante à jet d'encre professionnelle, la gamme WorkForce Pro, destinée à remplacer la technologie laser dans les entreprises.
- 2012 : Lancement des imprimantes grand format technique, les Epson SureColor Série T pour le CAD, la photo sociale et la signalétique
- 2014 : Lancement des Moverio BT-200, seconde génération de lunettes connectées à réalité augmentée. 100e SurePress, presse à étiquette, vendue dans le monde.
- Janvier 2016 : Lancement officiel sur le territoire français de la nouvelle gamme d'imprimantes à réservoirs : EcoTank[5]
- Juillet 2016 : Le cap des 15 millions d'unités d'imprimantes de la gamme EcoTank a été dépassé au niveau mondial [6]
- Septembre 2016 : Lancement des Moverio BT-300, troisième génération de lunettes connectées à réalité augmentée

## Controverses

### Cartouches à jet d'encre
En juillet 2003, une association de consommateurs néerlandaise conseille à ses 640 000 membres de boycotter les imprimantes à jet d'encre Epson. L'organisation basée aux Pays-Bas allègue qu'une partie de l'encre payée par les clients d'Epson n'est pas utilisée. Plus tard au cours du mois, le groupe retire son appel à un boycott national des produits Epson et publie une déclaration concédant que l'encre résiduelle laissée dans les cartouches Epson est nécessaire au bon fonctionnement des imprimantes.

### Obsolescence programmée
Le 28 décembre 2017 le parquet de Nanterre ouvre une enquête préliminaire pour obsolescence programmée et « tromperie sur l’aptitude à l’emploi » contre la société. L’enquête est confiée aux services de la Direction générale de la concurrence, de la consommation et de la répression des fraudes. Une plainte déposée en septembre par l’association Halte à l'obsolescence programmée dénonce la durée de vie des cartouches d’encre par le biais d'un « blocage des impressions au prétexte que les cartouches d’encre seraient vides alors qu’il reste encore de l’encre ».

### Articles Wikipédia
- Grandes marques photographiques : Canon, Epson, Fuji, Hasselblad, Ilford Photo, Kodak, Konica, Leica, Mamiya, Minolta, Minox, Nikon, Olympus, Pentax, Rollei, Sigma, Sony, Walter Zapp, Zeiss